# Nuno Resende
Nuno Resende (Oporto, 25 de junio de 1973) es un cantante portugués. A la edad de doce años, se trasladó a Bélgica con su familia. Es diplomado en Educación Física, aunque ha desarrollado una carrera como cantante.

## Biografía
Formó parte del grupo La Teuf que se clasificó sexto para representar Bélgica al Festival de la Canción de Eurovisión en 2000. Tuvo más éxito en 2005 en la semifinal del Festival de la Canción de Eurovisión 2005, con la canción Le Grand Soir (La noche de la revolución). Nuno no se clasificó para la final al recibir solo 29 puntos y ocupar la 22.ª plaza de 25 países.
Nuno ha actuado en numerosos musicales como Belle et la Bête (1999), Roméo et Juliette, de la haine à l'amour (2000), Las señoritas de Rochefort (2003), desempeñó el papel de Aladino en París en diciembre de 2007 y el papel de Danny en la versión francesa de Grease (2008).
En 2009, participó en el musical Mozart l'Opéra Rock, interpretando Gottlieb Stéphanie, Joseph Lange y a Wolfgang Amadeus Mozart el 29 de abril de 2010 en el estreno en Bruselas.
En 2012, Nuno formaba parte del espectáculo Adam et Ève : La Seconde Chance de Pascal Obispo en el Palais des Sports de París con Thierry Amiel y Cylia. Era Snake, líder de la gente de otro lado de la ciudad de Edén. La gira del musical fue cancelado en agosto de 2012 a cause del clima económico. Al final del año, se hizo el nuevo miembro del musical Erzsebeth que inspirado por la vida de Isabel Báthory, la condesa famosa húngara. Nuno interpretó Thurzo, el amante d'Isabel.
En 2013, Nuno participó en The Voice : la plus belle voix en el equipo de Florent Pagny. Se clasificó tercero después del segundo, Olympe y el ganador Yoann Fréget. La gira se efectuó en Francia y se terminó en Líbano.
Durante el verano, era en muchos festivales incluyendo el Festival de Aviñón. Editó un DVD de sus conciertos llamado Interlude musical.
De octubre a enero de 2014, Nuno desempeñó el papel de Maître Grigri, el Pepito Grillo de Pinocchio le spectacle musical en París·.
En 2014, Nuno canta en el grupo Latin Lovers con Julio Iglesias, Jr. y Damien Sargue.
En octubre, Nuno participará en el musical Salut les copains, interpretando el papel del Idole.

## Musicales

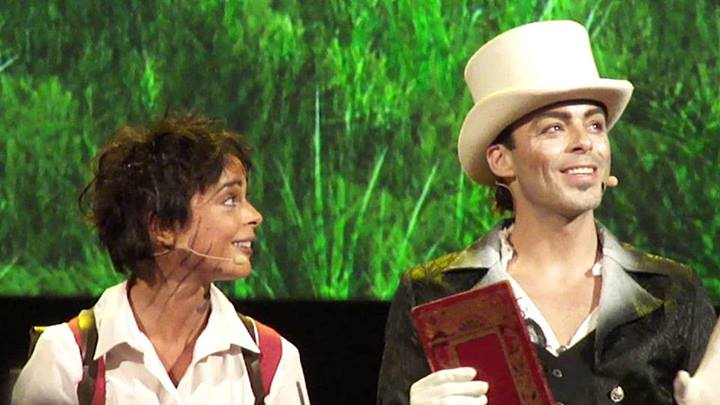
Vanessa Cailhol y Nuno Resende en Pinocchio, le spectacle musical (2013)

- 1999: La Belle et la Bête by Sylvain Meyniac - Bélgica, Francia
- 2000-2002: Roméo et Juliette, de la haine à l'amour de Gérard Presgurvic, ens Redha - Palais des congrès de París, gira
- 2003: Las señoritas de Rochefort de Michel Legrand y Alain Boublil, ens Redha - Lille Grand Palais, Palais des congrès de París
- 2007-2009: Aladin de Jeanne Deschaux y Jean-Philippe Daguerre - Palais des congrès de París, gira
- 2008-2009: Grease de Jim Jacobs, Warren Casey y Stéphane Laporte - Théâtre Comédia de París, Palais des congrès de París
- 2009: Roméo et Juliette, de la haine à l'amour de Gérard Presgurvic, ens Redha - Corea del Sur
- 2009-2011: Mozart, l'opéra rock de Dove Attia y Albert Cohen, ens Olivier Dahan - Palais des sports de París, gira, Palais omnisports de Paris-Bercy
- 2012: Adam et Ève: La Seconde Chance de Pascal Obispo y Jean-Marie Duprez, ens Mark Fisher y Pascal Obispo - Palais des sports de París
- 2012: Erzsebeth, le spectacle musical de Stéphane y Brigitte Decoster - Bélgica
- 2013-2014: Pinocchio, le spectacle musical de Marie-Jo Zarb y Moria Némo, ens Marie-Jo Zarb - Théâtre de París, gira
- 2014-2015: Salut les copains de Pascal Forneri, ens Stéphane Jarny - Folies Bergère, gira

## Discografía

### Álbumes
- 1999: La Belle et la Bête
- 1999: La Teuf
- 2003: Les Demoiselles de Rochefort
- 2007: Aladin
- 2011: Adam et Ève: La Seconde Chance
- 2013: Erzsebeth, le spectacle musical
- 2013: Pinocchio, le spectacle musical
- 2014: Latin Lovers

### Singles
- Con el grupo La Teuf:
  - 1999: Envie de faire la teuf
  - 1999: À cause du sexe
  - 1999: Te quiero, ti amo, I love you, je t'aime
  - 2000: Soldat de l'amour
- Con el grupo Apy:
  - 1999: Banana Split de Lio
  - 1999: Serre-moi, griffe-moi, Claude François
  - 2000: Fana de toi
  - 2000: Allez allez allez
- 2001: The only one for me com con el grupo Club Code
- 2002: Un seul mot d'amour con Clémence Saint-Preux, Philippe d'Avilla y Pino Santoro
- 2002: J'suis petit con Philippe d'Avilla y Pino Santoro
- 2005: Le grand soir representante de Bélgica: Festival de la Canción de Eurovisión
- 2007: On se reconnaîtra con Florence Coste
- 2008: Khong Phai Em con Đàm Vĩnh Hưng
- 2010: Les Vainqueurs de la Ligue de Sinnoh, Pokémon
- Extractos d Adam et Ève: La Seconde Chance:
  - 2011: Ma bataille con Thierry Amiel
  - 2012 : Aimez-vous con Cylia
- Con The Voice:
  - 2013: Music, John Miles
  - 2013: En apesanteur, Calogero
  - 2013: Il suffira d'un signe, Jean-Jacques Goldman
  - 2013: The Great Pretender, The Platters
- 2013: Un faux départ con el colectivo Les grandes voix des comédies musicales
- Con el grupo Latin Lovers
  - 2014: Pobre diablo (Vous les femmes), Julio Iglesias
  - 2014: La Camisa Negra, Juanes

### Participationes
- 2014 : Hotel California con Chico and the Gypsies, álbum Chico & The Gypsies & International Friends

### DVD
- 2004: Les Demoiselles de Rochefort
- 2010: Mozart, l'opéra rock
- 2012: Adam et Ève: La Seconde Chance
- 2013: Interlude musical
- 2014: Live à l'Acte 3